# Madeleine (stacja metra)
Madeleine – stacja 8., 12. i 14. linii metra w Paryżu. Stacja znajduje się na granicy  8. dzielnicy Paryża.  Na linii 8 została otwarta 13 lipca 1910 r, na linii 12 - 5 listopada 1910, a na linii 14 - 15 października 1998.